# Tantalate
Tantalate sind Salze, die sich formal vom Tantal(V)-oxid ableiten und die Stöchiometrie xTa2O5·yMO aufweisen, wobei M ein Metall ist.

## Herstellung
Tantalate können durch Festkörperreaktion von Tantal(V)-oxid mit einem anderen Metallsalz hergestellt werden. So ergibt die Reaktion mit Lutetium(III)-oxid Lutetiumtantalat, die mit Natriumcarbonat Natriumtantalat und die mit Silber(I)-oxid Silbertantalat.

## Verwendung
Tantalate werden in opto-elektrischen Bauteilen verwendet. Tantalate von Seltenerdelementen, beispielsweise Lutetiumtantalat, eignen sich als Material für Szintillatoren. Außerdem werden Tantalate von Alkalimetallen als Katalysatoren für die photokatalytische Wasserspaltung untersucht.